# فرنسيس جون سبينس
فرنسيس جون سبينس هو كاهن كاثوليكي كندي، ولد في 3 يونيو 1926 في بيرث ‏ في كندا، وتوفي في 27 يوليو 2011 في كينغستون في كندا.